# Jacques Mouvet
Jacques Mouvet (n. 16 decembrie 1912, Elsene, Comunitatea Francofonă din Belgia⁠(d), Belgia – d. ianuarie 1993) a fost un bober ce a reprezentat Belgia, medaliat olimpic. A participat la o ediție a Jocurilor Olimpice (1948) în care a câștigat o medalie de argint.